# Elyra vialis
Elyra vialis är en fjärilsart som beskrevs av Moore 1882. Elyra vialis ingår i släktet Elyra och familjen nattflyn. Inga underarter finns listade i Catalogue of Life.